# Hämeenlinnan Tarmo
Pour les articles homonymes, voir Tarmo.
Le Hämeenlinnan Tarmo est un club de hockey sur glace de Hameenlinna en Finlande. Il évoluait en SM-sarja.

## Historique
Le club est créé en 1908. 
À la fin des années 1940, le club connait des succès et finit second de la SM-sarja lors de trois campagnes d'affilée. Par la suite, le Tarmo remporte ses deux seul titres nationaux en 1948 et en 1949. Pendant les quelques saisons qui vont suivre, l'équipe continue d'avoir du succès, finissant régulièrement sur le podium de la compétition jusqu'en 1958.
En 1959, alors que l'équipe avait remporté le bronze l'année précédente, le Tarmo est relégué en seconde division, la Suomen sarja. L'équipe reste dans cette division jusqu'en 1967 où l'équipe est reléguée en troisième division, la Maakuntasarja. L'équipe continue d'alterner entre ses deux divisions pendant quelques années avant d'être reléguée en II-divisioona en 1974, puis disparaît l'année suivante.

## Palmarès
- SM-sarja[1]
  - Champion: 1948 et 1949.
  - Deuxième place: 1944, 1945, 1946, 1947, 1950, 1951, 1953 et 1956.
  - Troisième place: 1952, 1957 et 1958.